# Luis María de Llauder
Luis María de Llauder y de Dalmases (Madrid, 8 de mayo de 1837-Barcelona, 10 de junio de 1902) fue un periodista, publicista y político español, dirigente del carlismo en Cataluña. 

## Biografía
Nació en Madrid, de padres catalanes. Era sobrino-nieto de Manuel Llauder. Desde muy pequeño se estableció con su familia en Barcelona y luego en Mataró. En 1858 se licenció en Derecho civil en la Universidad de Barcelona, pero decidió dedicarse al periodismo.
Durante el Sexenio Democrático se adhirió al carlismo y colaboró en los periódicos El Amigo del Pueblo y El Criterio Católico. En 1869 publicó el folleto El desenlace de la Revolución española. Dirigió, desde 1870, las publicaciones La Verdad Católica y el diario La Convicción, desde el que defendió los ideales tradicionalistas y los derechos dinásticos de Carlos de Borbón y Austria-Este,  aunque no era partidario de un alzamiento armado.
En las elecciones generales de 1869 fue elegido diputado por el distrito de Vich. Llamado por Don Carlos, que en aquel momento residía en Vevey (Suiza), pasó una larga temporada a su lado. En 1871, durante el reinado de Amadeo, fue nuevamente elegido diputado, en esta ocasión por el distrito de Berga.
Al estallar la tercera guerra carlista, visitó varias veces a Don Carlos y a su hermano Don Alfonso; estuvo en Villafranca cuando fue proclamado Carlos VII como Señor de Guipúzcoa; y en 1876, concluida ya la guerra, fue nombrado secretario de la Junta de generales que nombró Don Carlos para la dirección de los asuntos carlistas, antes de emprender un viaje a América.
Vuelto de Roma, donde estuvo hasta el año 1878 trabajando para los intereses de la Iglesia —por lo que recibió del papa Pío IX muestras de distinción y afecto—, continuó su labor como periodista y auxilió primero en sus funciones de director de El Correo Catalán (sucesor de La Convicción) a Manuel Milá de la Roca y, cuando este se puso gravemente enfermo, le sustituyó en el cargo. En 1884 fundó la revista católica La Hormiga de Oro, que en 1887 se convirtió en imprenta y editorial.

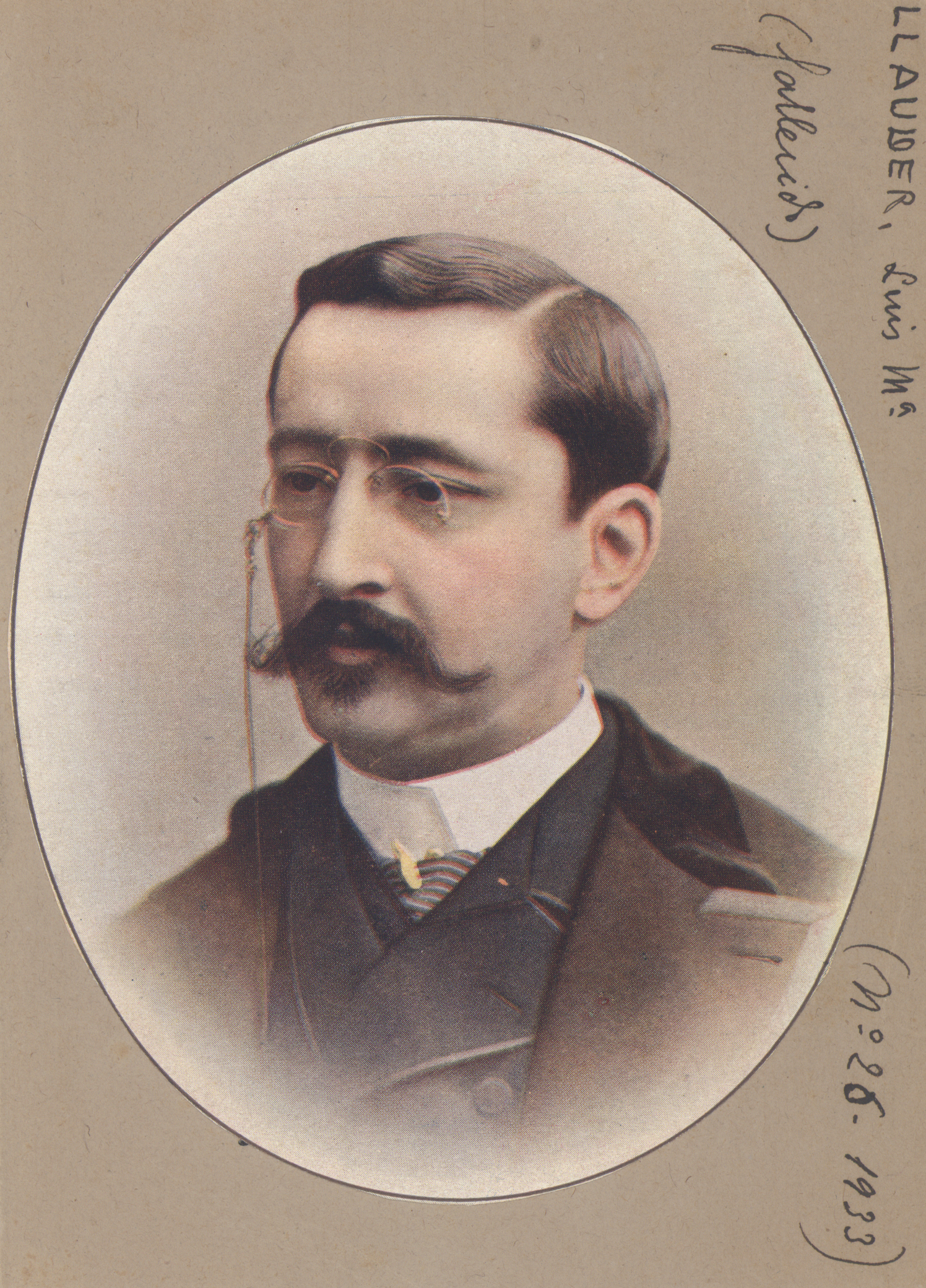
Luis María de Llauder

En 1888 publicó el documento titulado El pensamiento del Duque de Madrid, en que aclaraba la posición de Don Carlos ante los planteamientos defendidos por los diarios El Siglo Futuro y La Fé. Tras la escisión integrista de Ramón Nocedal ese mismo año, se le encargó la fundación y dirección de El Correo Español, nuevo órgano de la Comunión Tradicionalista editado en Madrid, aunque regresaría a Barcelona al cabo de poco tiempo, siendo nombrado jefe regional carlista de Cataluña.
En las elecciones generales de 1891 fue elegido diputado por el distrito de Berga y en 1896 fue elegido senador por la provincia de Gerona, pero no juró el cargo. En 1898 Don Carlos le concedió el título de marqués de Valldeix.
Dirigió en Barcelona la Asociación de Católicos. Junto con Félix Sardá y Salvany, fue uno de los principales publicistas católicos intransigentes del siglo XIX. Gozó de gran aprecio entre el clero de Cataluña, que le obsequió con una pluma de oro acompañada de un álbum de 800 firmas de sacerdotes de la Diócesis de Barcelona y una escribanía de plata y otro álbum con más de 600 firmas de sacerdotes de Gerona.
Enemigo de la masonería y el judaísmo, en su revista La Hormiga de Oro difundió la obra de autores antisemitas como Drumont y Casabó, que el propio Llauder se propuso completar en el libro La Europa judía (publicado bajo el seudónimo de «Tanyeman»). En esta obra combinó el pensamiento antisemita moderno con el antijudaísmo católico tradicional, basado en la Biblia, los padres de la Iglesia, los pontífices y clásicos como Silíceo y Torrejoncillo.
Opuesto a la colaboración del carlismo con el incipiente nacionalismo catalán, que consideraba vinculado al liberalismo, y partidario más bien de encauzar las tendencias catalanistas hacia el tradicionalismo dentro de la unidad nacional, en 1895 escribió:

Nosotros, que somos tan catalanistas, por lo menos, como el que más, a quienes nadie puede ganarnos en amor a Cataluña y en el deseo de su enaltecimiento, que no hemos sido nunca amigos ni cómplices de los que incendiaron sus monumentos, destrozaron sus archivos y redujeron a Cataluña a la servidumbre liberal, antes los hemos combatido siempre, nosotros no hemos hecho alarde de catalanismo, ni nos hemos asociado a este movimiento, algunas veces febril y por lo tanto atropellado, de sus propagandas ni organismos, porque no hemos querido descender de nuestras posiciones ni ser arrastrados por el movimiento de aguas en el que se ahogarán tantas ilusiones.

Falleció en 1902 a consecuencia de una meningoencefalitis.

## Obras
- El desenlace de la Revolución española: apuntes y consideraciones que es conveniente tener en Cuenta para decidirse con Acierto en las circunstancias escepcionales en que nos encontramos (1869)
- Una polémica instructiva (1892)
- La Europa judía (con el seudónimo de Tanyeman, 1892)